# Grotte di Coreca

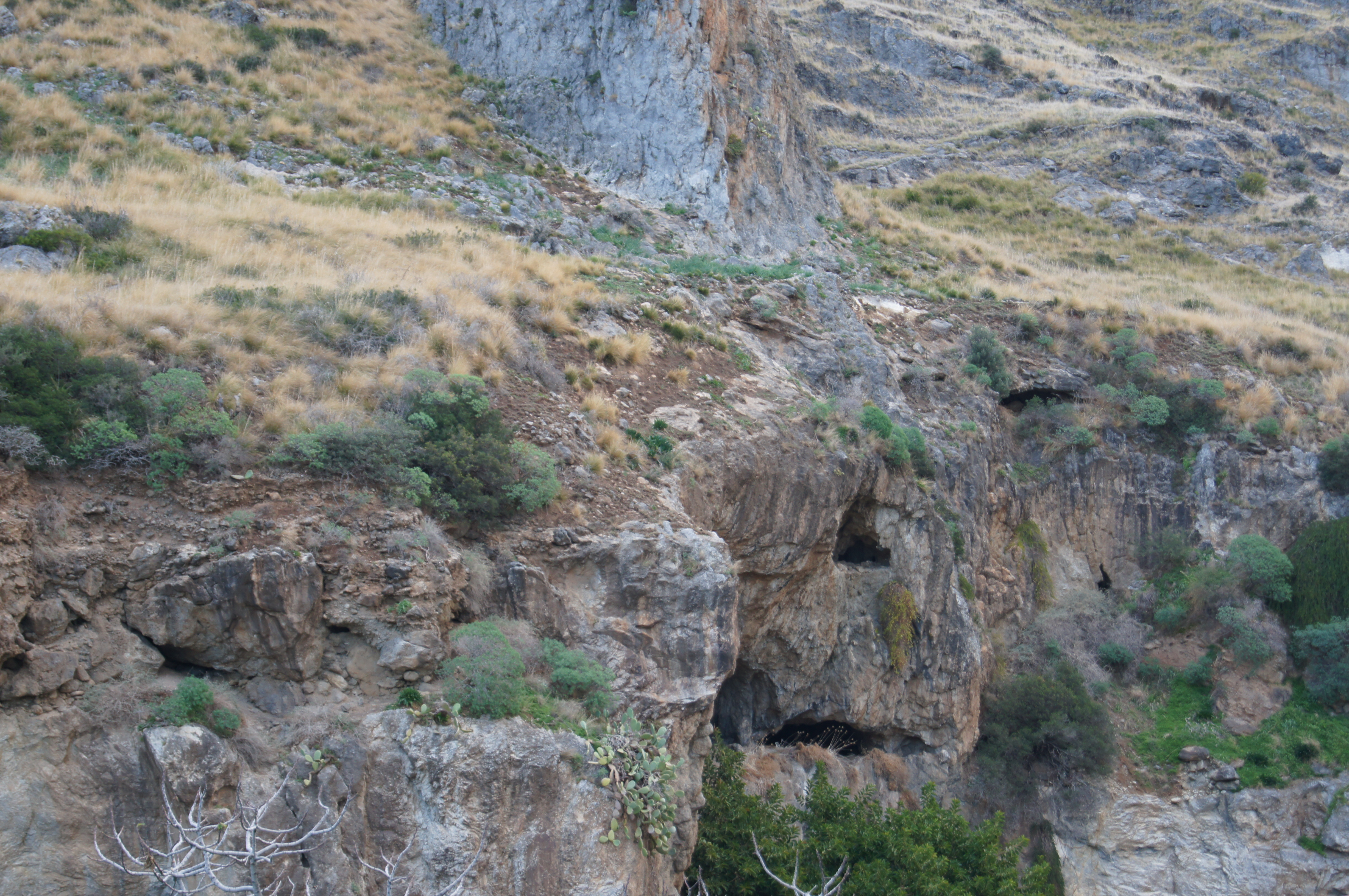
Grotta du' Scuru

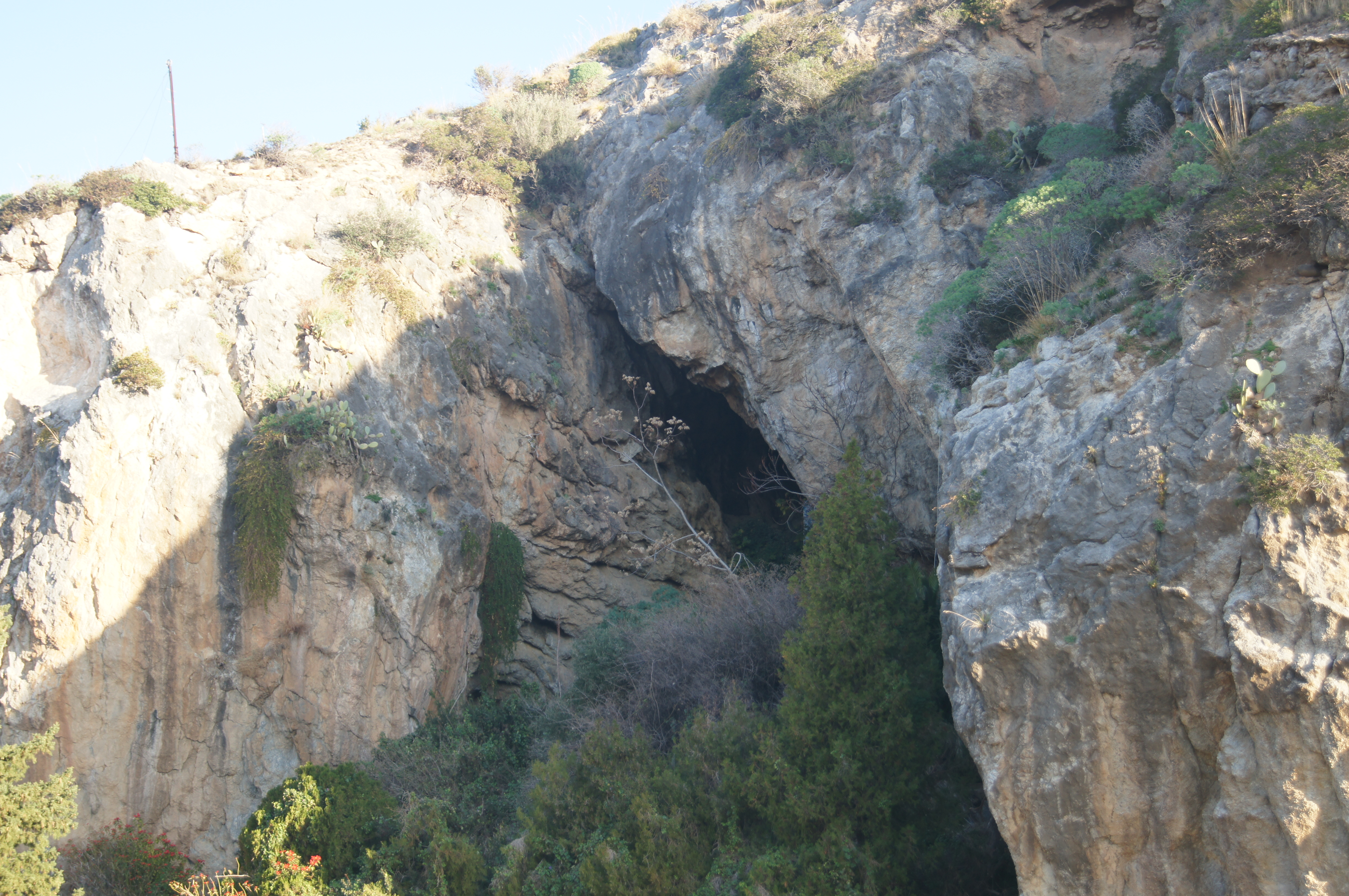
Grotta du Pecuraru

Jeskyně Grotte di Coreca jsou dvě krasové dutiny (Grotta du 'Scuru, cb404 a Gruttuni, cb405[ujasnit]), které se nacházejí podél pobřeží Tyrhénského moře v Kalábrii, poblíž města Coreca v obci Amantea.
Dva vstupy jsou velmi blízko, asi deset metrů od sebe. Dříve byly na hladině moře, dnes jsou o 25 metrů výše ve skalní stěně, a proto jsou obtížně přístupné. Liší se šířkou vchodu, který je v Gruttuni široký a v Grutta du 'Scuru úzký. Důsledkem toho je první jeskyně poměrně světlá a druhá velmi temná.
Obě přilehlé jeskyně jsou z archeologického hlediska důležité. V roce 2012 bylo prokázáno (potvrzeno dříve učenci z Piemontu[zdroj⁠?!]), že byly využívány v pozdní době bronzové (stejně jako v pozdějších obdobích). Nalezené artefakty (terakota, kamenné mlýny, leštěné oblázky apod.) Byly z důvodu obtížnosti přístupu do jeskyní poměrně dobře zachovány, což naznačovalo odlišné použití obou dutin: Gruttuni byly použity pro účely bydlení, zatímco Scuru byl použitý pro pohřební obřady.